# Nzambi Matee
Nzambi Matee, née en 1992, est une ingénieure mécanique de formation, de nationalité kényane, une écologiste, une inventrice et une entrepreneuse. Elle est connue pour ses méthodes innovantes et créatives de transformation des déchets en matériaux durables. Elle a fait œuvre de pionnière en recyclant le plastique pour fabriquer des briques plus résistantes que le ciment. Ses efforts en faveur du développement durable ont également été salués comme l'une des stratégies les plus efficaces pour réduire la pollution par le plastique au Kenya. Elle a fondé la société Gjenge Makers, basée à Nairobi, au Kenya.

## Biographie
Née en 1992, elle s'intéresse à la physique et à l'ingénierie des matériaux. Elle travaille comme ingénieur dans l'industrie pétrolière du Kenya.
En 2017, elle décide de quitter son emploi dans l'industrie pétrolière afin de se concentrer sur la durabilité et la gestion des déchets Elle installe un petit laboratoire dans l'arrière-cour de sa mère. Elle commence à y produire et à y tester des pavés. En 2018, elle met au point des ratios sur la fabrication de briques à partir de déchets plastiques. En 2019, elle met au point une machine afin de transformer ces déchets plastiques en briques à plus grande échelle échelle. Le plastique déchiqueté est mixé avec du sable et soumis à de fortes températures, devenant une matière visqueuse et malléable à laquelle on donne la forme de briques. Le produit final : ces briques sont deux à sept fois plus solide sque le ciment, mais deux fois plus légères et environ 15 % moins cher, selon Nzambi Matee. Tous les types de plastiques ne peuvent pas être recyclés par ce procédé, notamment pas le PET utilisé pour les bouteilles.
Elle obtient une bourse pour participer à un programme de formation à l'entrepreneuriat social aux États-Unis. Pendant son court séjour aux États-Unis, elle utilise les laboratoires de matériaux de l'université du Colorado à Boulder pour tester et affiner les rapports entre le sable et le plastique.
Elle fonde une entreprise, Gjenge Makers, pour porter cette activité de recyclage et de production de briques. Cette entreprise conçoit ses propres machines. Le site de production a recyclé environ 20 tonnes de déchets plastiques en 2021.
Le Programme des Nations unies pour l'environnement lui a décerné le  titre de Jeune champion de la Terre en 2020 (Young Champion of the Earth 2020 Africa winner),.